# 秀丽楤木
秀丽楤木（学名：Aralia elegans）为五加科楤木属的植物，为中国的特有植物。分布于中国大陆的广西、广东等地，常生于山谷中，目前尚未由人工引种栽培。